# Liste der denkmalgeschützten Objekte in Gries am Brenner
Die Liste der denkmalgeschützten Objekte in Gries am Brenner enthält die 19 denkmalgeschützten, unbeweglichen Objekte der Gemeinde Gries am Brenner.

## Denkmäler
| Foto |                 | Denkmal | Standort                                            | Beschreibung | Metadaten |
| ---- | --------------- | --- | --------------------------------------------------- | --- | --- |
| ja   | Datei hochladen | Ehem. Zollamtsgebäude HERIS-ID: 70872 Objekt-ID: 84015 TKK: 43839                                                  | Brenner 254 Standort KG: Gries am Brenner           | Das Zollamtsgebäude am Brenner wurde 1951 errichtet. Das eingeschoßige gemauerte Gebäude in der Mitte der Straße weist zwei spiegelbildlich angelegte Längsseiten zur Abfertigung der Aus- bzw. Einreisenden auf. An den Längstrakt sind an der West- und Ostseite Pfeilervorhallen und im Norden eine Laderampe angefügt. Auch im Inneren ist der Bau schlicht und funktional in zeittypischen Formen gestaltet. | BDA-Hist.: Q38126233 Status: Bescheid Stand der BDA-Liste: 2025-06-30 Name: Ehem. Zollamtsgebäude GstNr.: .352                                                                               |
| ja   | Datei hochladen | Aufnahmsgebäude Brennersee HERIS-ID: 59120 Objekt-ID: 70106 TKK: 43838                                             | Brennersee 236 Standort KG: Gries am Brenner        | Das Aufnahmsgebäude des aufgelassenen Bahnhofs Brennersee der Brennerbahn wurde 1927 bis 1928 im Heimatstil errichtet. Das zweigeschoßige Hauptgebäude mit Zeltdach ist mit einem Erker und kreisrunden Lüftungsöffnungen im oberen Fassadenbereich gestaltet. Daran schließt im Süden ein ebenerdiger Längstrakt mit drei Arkadenöffnungen für den Wartebereich an. | BDA-Hist.: Q38085993 Status: Bescheid Stand der BDA-Liste: 2025-06-30 Name: Aufnahmsgebäude Brennersee GstNr.: .335                                                                          |
| ja   | Datei hochladen | Gasthaus Weißes Rössl HERIS-ID: 46757 Objekt-ID: 48925 TKK: 43785                                                  | Gries 52 Standort KG: Gries am Brenner              | Der zweigeschoßige Bau an der Brennerstraße ist seit 1455 als Gaststätte nachweisbar. Die langgezogene Straßenfassade weist fünf Polygonalerker auf, die Sgraffiti Weißes Rössl und Muttergottes mit Kind wurden 1957 von Max Spielmann geschaffen. Im Inneren finden sich eine bedeutende getäfelte Stube von 1927, die von Wilhelm Nikolaus Prachensky gestaltet wurde und ein Deckenbild Mariä Verkündigung aus dem 18. Jahrhundert. Im 1950 errichteten Speisesaal befindet sich eine große Ritztafel von Paul Flora von 1955. Der Erdgeschoßflur hat ein spätgotisches Gewölbe. Im Mai 2023 wurde das Gebäude von einem Brand schwer in Mitleidenschaft gezogen. Seitdem ist es durch das beschädigte Dach den Elementen schutzlos ausgesetzt. Im Jahr 2025 ordnete das Landesverwaltungsgericht den Totalabbruch entgegen dem Bescheid des BDA bis Ende April 2025 an. | BDA-Hist.: Q38023475 Status: Bescheid Stand der BDA-Liste: 2025-06-30 Name: Gasthaus Weißes Rössl GstNr.: .23 Weißes Rössl (Gries am Brenner)                                                |
| ja   | Datei hochladen | Kath. Pfarrkirche Mariä Heimsuchung und ehem. Friedhof HERIS-ID: 55376 Objekt-ID: 64006 TKK: 19471                 | Gries 54 Standort KG: Gries am Brenner              | Die Kirche wurde 1825–1826 nach Plänen von Jakob Prantl im spätklassizistischen Stil errichtet. An das Langhaus mit Krüppelwalmdach und niedrigem, polygonal geschlossenem Südchor schließen die Sakristei und ein mächtiger Ostturm mit Zwiebelhaube und Laterne an. Der Innenraum ist einheitlich klassizistisch mit Stuck von Josef Kienast dem Jüngeren (1827) und Deckenfresken von Josef Arnold dem Älteren (1827/28) gestaltet. | BDA-Hist.: Q38065128 Status: § 2a Stand der BDA-Liste: 2025-06-30 Name: Kath. Pfarrkirche Mariä Heimsuchung und ehem. Friedhof GstNr.: .25 Mariä Heimsuchung (Gries am Brenner)              |
| ja   | Datei hochladen | Widum Gries HERIS-ID: 92493 Objekt-ID: 107434 TKK: 19472                                                           | Gries 61 Standort KG: Gries am Brenner              | Der mächtige, dreigeschoßige Mauerbau mit leicht geschmiegtem Walmdach über einer Hohlkehle wurde im ersten Drittel des 19. Jahrhunderts errichtet. Die Fassaden sind mit Putzfaschen an den Gebäudekanten und Maueröffnungen gegliedert. | BDA-Hist.: Q37760155 Status: § 2a Stand der BDA-Liste: 2025-06-30 Name: Widum Gries GstNr.: 97                                                                                               |
| ja   | Datei hochladen | Gasthaus Sprenger HERIS-ID: 39082 Objekt-ID: 38787 TKK: 43784                                                      | Gries 96 Standort KG: Gries am Brenner              | Das mächtige, zweigeschoßige Gebäude über rechteckigem Grundriss mit allseits vorkragendem Satteldach stammt im Kern aus dem 15. Jahrhundert. Die siebenachsige Hauptfassade zur Straße ist mit drei Polygonalerkern im Obergeschoß und einem abgefasten Rundbogenportal gegliedert. Die Fassadenecken und Erker sind mit Architekturmalerei, der Mittelerker mit figuralen Brüstungsmalereien des hl. Wandels und der hll. Leonhard, Nikolaus und Antonius aus dem 16. Jahrhundert geschmückt. Im Inneren finden sich ein mächtiger Mittelflur mit Stichkappengewölbe und Netzgratgewölbe sowie eine getäfelte Renaissancestube mit Felderdecke von 1625. | BDA-Hist.: Q37986913 Status: Bescheid Stand der BDA-Liste: 2025-06-30 Name: Gasthaus Sprenger GstNr.: 88                                                                                     |
| ja   | Datei hochladen | Kapelle zu den hll. Christoph und Sigmund zu Lueg samt Umfassungsmauer HERIS-ID: 39084 Objekt-ID: 38789 TKK: 43764 | bei Lueg 216 Standort KG: Gries am Brenner          | Die Kapelle hll. Christoph und Sigmund am Lueg stammt im Kern aus der 2. Hälfte des 13. Jahrhunderts, in wesentlichen Teilen aus der 2. Hälfte des 15. Jahrhunderts. Sie ist von einer Ringmauer umgeben. Der schmale, spätgotische Bau hat einen eingezogenen, spitzwinkelig zulaufenden Chor, einen massiven spätromanischen Nordturm, einen traufseitigen Sakristeianbau und eine sekundär angefügte barocke Vorhalle. Am Turm finden sich Reste einer barocken Bemalung. In der Vorhalle Stichkappentonne mit frühbarockem Stuck, im dreijochigen Langhaus Stichkappentonne und rundbogiger Triumphbogen. | BDA-Hist.: Q37986942 Status: Bescheid Stand der BDA-Liste: 2025-06-30 Name: Kapelle zu den hll. Christoph und Sigmund zu Lueg samt Umfassungsmauer GstNr.: .66 Luegkirche (Gries am Brenner) |
| BW   | Datei hochladen | Ehem. Widum Lueg HERIS-ID: 96549 Objekt-ID: 112058seit 2020                                                        | Lueg 216 Standort KG: Gries am Brenner              | Das Widum ist Teil der ehemaligen Zollstätte Lueg, bestehend aus Zollburg, Kapelle und Widum. Vermutlich ist diese im Zuge der Stiftung der Kaplanei Lueg durch Herzog Sigmund im Jahr 1449 entstanden. Das Gebäude wurde inschriftlich 1680 und mehrmals im 19. Jahrhundert erweitert. Es handelt sich um einen zweigeschoßigen Mauerbau über längsrechteckigem Grundriss mit flachem Satteldach. | BDA-Hist.: Q105646726 Status: Bescheid Stand der BDA-Liste: 2025-06-30 Name: Ehem. Widum Lueg GstNr.: .65                                                                                    |
| ja   | Datei hochladen | Ortskapelle hl. Jakob in Nößlach HERIS-ID: 91544 Objekt-ID: 106335 TKK: 19475                                      | südlich Nösslach 439b Standort KG: Gries am Brenner | Die Kirche am westlichen Hang des Wipptals ist ein spätromanischer Bau aus der ersten Hälfte des 14. Jahrhunderts mit massivem Nordturm, annähernd quadratischem Langhaus und eingezogenem, gerade schließendem Chor. Im Westen wurde im 17. Jahrhundert eine niedrige Vorhalle angebaut. Der Innenraum ist mit einer frühbarocken, dreipassförmigen Holzdecke im Langhaus und einem auf Wandkonsolen ruhenden Kreuzrippengewölbe im Chor versehen. An der Westempore befinden sich Brüstungsbilder mit Darstellungen aus der Leidensgeschichte Jesu aus der Mitte des 17. Jahrhunderts. | BDA-Hist.: Q37755878 Status: § 2a Stand der BDA-Liste: 2025-06-30 Name: Ortskapelle hl. Jakob in Nößlach GstNr.: .146 Ortskapelle hl. Jakob in Nößlach                                       |
| ja   | Datei hochladen | Kath. Pfarrkirche hl. Leonhard mit Friedhof HERIS-ID: 55378 Objekt-ID: 64009 TKK: 19473, 43759, 43762, …           | neben Vinaders 339 Standort KG: Gries am Brenner    | Der spätgotische Bau von 1498 wurde 1802–1803 im Chor verlängert und barockisiert. Die Westfassade weist ein gotisches, profiliertes Spitzbogenportal und ein Kreisfenster im Giebelfeld auf. Das zweijochiges Langhaus ist im Inneren mit einer Spitzkappentonne über Wandpfeilern und einem rundbogigen Triumphbogen gegliedert, daran schließt ein eingezogener zweijochiger flachkuppelgewölbter Chor an. Die um 1800 von Josef Schmutzer dem Jüngeren geschaffenen Deckengemälde wurden 1901 von Rafael Thaler übermalt und 1989 wieder freigelegt. | BDA-Hist.: Q38065147 Status: § 2a Stand der BDA-Liste: 2025-06-30 Name: Kath. Pfarrkirche hl. Leonhard mit Friedhof GstNr.: .97, .375, 1308 St. Leonhard (Vinaders)                          |
| ja   | Datei hochladen | Widum HERIS-ID: 55377 Objekt-ID: 64007 TKK: 19474                                                                  | Vinaders 339 Standort KG: Gries am Brenner          | Der zweigeschoßige Mauerbau mit Walmdach schließt nördlich an den Friedhof an. Die Fassaden sind mit Putzfaschen an den Gebäudekanten und Maueröffnungen gegliedert. An der Seite zum Friedhof sind Grab- und Gedenksteine aus dem 19. und 20. Jahrhundert in die Fassade eingelassen. | BDA-Hist.: Q38065138 Status: § 2a Stand der BDA-Liste: 2025-06-30 Name: Widum GstNr.: .96 |
| ja   | Datei hochladen | Bauernhaus, Simelerhof HERIS-ID: 91730 Objekt-ID: 106573 TKK: 6797                                                 | Vinaders 351 Standort KG: Gries am Brenner          | Der Hof am Eingang des Obernbergtals stammt im Kern aus dem 18. Jahrhundert. In der Mitte des 19. Jahrhunderts wurde er umgebaut und der First gedreht. Der längsgeteilte zweigeschoßige Wipptaler Einhof besteht aus einem gemauerten Wohnteil und einem in kombinierter Holzkonstruktion aufgeführten Wirtschaftsteil. Der Wohnteil mit traufseitig erschlossenem Mittelflurgrundriss ist mit regelmäßigem Achsenrhythmus und Putzfaschengliederung einheitlich gegliedert. Der Bundwerkgiebel mit großteils profilierten und teilweise bemalten Verstrebungen stammt von 1845. Zusammen mit der Hofkapelle und der Mühle bildet das Gebäude eine vollständig erhaltene bäuerliche Hofanlage. | BDA-Hist.: Q37756303 Status: Bescheid Stand der BDA-Liste: 2025-06-30 Name: Bauernhaus, Simelerhof GstNr.: .120                                                                              |
| ja   | Datei hochladen | Mühle Simeler HERIS-ID: 58267 Objekt-ID: 68805 TKK: 43797                                                          | Vinaders 351 Standort KG: Gries am Brenner          | Die Getreidemühle beim Simeler wurde als eingeschoßiges Gebäude in Mischbauweise errichtet. Auf ebenerdigem verputztem Bruchsteinmauerwerk erhebt sich ein in Kantblockbauweise gezimmerter Kniestock mit flachem, legschindelgedecktem Blockpfettendach. Das Mühlrad wurde entfernt, der Mahlgang mit Gosse, Rüttelkasten, Läufer- und Bodenstein von 1764 ist vollständig erhalten. | BDA-Hist.: Q38081985 Status: Bescheid Stand der BDA-Liste: 2025-06-30 Name: Mühle Simeler GstNr.: 1260/2                                                                                     |
| ja   | Datei hochladen | Hofkapelle beim Simeler, Notburgakapelle HERIS-ID: 39083 Objekt-ID: 38788 TKK: 43765                               | bei Vinaders 351 Standort KG: Gries am Brenner      | Die Kapelle beim Simeler wurde um 1800 errichtet. Der einjochige gemauerte Bau hat eine leicht eingezogene Rundapsis, Putzgliederung, ein Satteldach über Hohlkehle und einen hölzernen Dachreiter. Die Giebelfassade ist durch ein Rundbogenportal, Vierpassfenster sowie eine dreieckig geschlossene Maueröffnung im Giebelfeld gegliedert. Das Innere weist eine Pilastergliederung und ein Platzlgewölbe mit Schutzengeldarstellung auf. | BDA-Hist.: Q37986927 Status: Bescheid Stand der BDA-Liste: 2025-06-30 Name: Hofkapelle beim Simeler, Notburgakapelle GstNr.: 1260/2                                                          |
| ja   | Datei hochladen | Bauernhaus Unterer Fürst HERIS-ID: 39085 Objekt-ID: 38790 TKK: 43798                                               | Vinaders 354 Standort KG: Gries am Brenner          | Der zweigeschoßige Einhof mit vorkragendem Satteldach stammt im Kern aus dem 17. Jahrhundert. Der Wohnteil ist gemauert, der rückwärts anschließende Wirtschaftsteil über gemauertem Erdgeschoß in Ständerbauweise aufgeführt. Die Giebelfassade ist mit einem polygonalen Obergeschoßerker mit figuralen Darstellungen in den Brüstungsfeldern und großteils übermalter Architekturmalerei gestaltet. Am Obergeschoß befinden sich Wandbilder der hll. Florian, Georg und Martin, sowie Medaillons mit Mariahilf und der hl. Anna aus der ersten Hälfte des 18. Jahrhunderts. Im Inneren hat sich im Erdgeschoß ein Stichkappengewölbe erhalten. | BDA-Hist.: Q37986960 Status: Bescheid Stand der BDA-Liste: 2025-06-30 Name: Bauernhaus Unterer Fürst GstNr.: 1256/3                                                                          |
| ja   | Datei hochladen | Gedenktafel HERIS-ID: 91604 Objekt-ID: 106408 TKK: 43779                                                           | Standort KG: Gries am Brenner                       | Die Tafel mit lateinischer Inschrift wurde 1873 zur Erinnerung an die Begegnung Kaiser Karls V. mit seinem Bruder Ferdinand (1530) in einen Felsen am südlichen Ortsausgang eingelassen. | BDA-Hist.: Q37756003 Status: § 2a Stand der BDA-Liste: 2025-06-30 Name: Gedenktafel GstNr.: 1491/1                                                                                           |
| ja   | Datei hochladen | Nothelfer-Bildstock HERIS-ID: 91614 Objekt-ID: 106418 TKK: 43781                                                   | Standort KG: Gries am Brenner                       | Früher stand an dieser Stelle eine Nothelferkapelle. Die Bildsäule wurde 1956 anstelle der abgetragenen Kapelle errichtet. Am 3. Mai 1530 begegneten sich hier Kaiser Karl V. und sein Bruder Ferdinand. Der abgefaste sechseckige Steinpfeiler stammt aus dem 16. Jahrhundert, und wird durch ein Würfelkapitell und einen vierseitigen, 1956 erneuerten Tabernakelaufsatz mit Pyramidendach abgeschlossen. In den Nischen befinden sich Inschriftentafeln und zwei Nothelferbilder von Raimund Wörle (1896–1979). | BDA-Hist.: Q37756023 Status: § 2a Stand der BDA-Liste: 2025-06-30 Name: Nothelfer-Bildstock GstNr.: 1491/1                                                                                   |
| ja   | Datei hochladen | Hofkapelle beim Gasthof Humler HERIS-ID: 44231 Objekt-ID: 44984 TKK: 43767                                         | Nösslach 483, bei Standort KG: Gries am Brenner     | Die einjochige, gemauerte Kapelle mit eingezogener Fassade und dreiseitigem Chorschluss wurde Ende des 18. Jahrhunderts errichtet. Die Westfassade weist einen konkav geschweiften, gebrochenen Giebel und einen Dachreiter mit Zwiebelhelm auf. Im Inneren befinden sich eine Pendentifkuppel sowie Deckenbilder in Chor und Kapellenraum vom Anfang des 20. Jahrhunderts. | BDA-Hist.: Q38007648 Status: Bescheid Stand der BDA-Liste: 2025-06-30 Name: Hofkapelle beim Gasthof Humler GstNr.: .176                                                                      |
| ja   | Datei hochladen | Hofkapelle beim Paulerhof HERIS-ID: 67367 Objekt-ID: 80320 TKK: 43769                                              | Egg 436, bei Standort KG: Gries am Brenner          | Die Kapelle hoch über dem Obernbergtal stammt aus der Mitte des 18. Jahrhunderts und wurde 2006–2009 umfassend saniert. Die Kapelle mit dreiseitigem Chorschluss und geschindeltem Satteldach ist an der Giebelfassade mit Architekturmalerei versehen. Im Inneren weist sie ein Stichkappengewölbe, Stuckaturen und ein Fresko der hl. Katharina, im Apsisgewölbe eine Gottvaterdarstellung auf. Am Barockaltärchen befindet sich eine Kopie des Gnadenbildes Mariahilf. | BDA-Hist.: Q38116473 Status: Bescheid Stand der BDA-Liste: 2025-06-30 Name: Hofkapelle beim Paulerhof GstNr.: 1236                                                                           |